# Saint-Étienne-la-Thillaye
Saint-Étienne-la-Thillaye – miejscowość i gmina we Francji, w regionie Normandia, w departamencie Calvados.
Według danych na rok 1990 gminę zamieszkiwało 386 osób, a gęstość zaludnienia wynosiła 31 osób/km² (wśród 1815 gmin Dolnej Normandii Saint-Étienne-la-Thillaye plasuje się na 521. miejscu pod względem liczby ludności, natomiast pod względem powierzchni na miejscu 361.).